# CD84
CD84 (англ. SLAM family member 5, семейство SLAM, 5-й член) — мембранный белок суперсемейства иммуноглобулинов, молекула межклеточной адгезии. Продукт гена CD84.

## Функция
Белок CD84 входит в подгруппу CD2/SLAM суперсемейства иммуноглобулинов, которые сохраняют похожее расположение дифульфидных связей и участвуют в адгезивных взаимодействиях между T-лимфоцитами и антигенпредставляющими клетками.

## Тканевая локализация
Белок экспрессируют B-клетки, тимоциты, некоторые T-клетки, моноциты/макрофаги и тромбоциты.

## Структура и взаимодействия
CD84 состоит из 345 аминокислот, молекулярная масса 38,8 кДа. Содержит единственный трансмембранный фрагмент. Молекула содержит 2 иммуноглобулиновых домена (Ig-подобные домены типа C2 и V) и, таким образом, структурно относится к белкам суперсемейства иммуноглобулинов. 
Является гомодимером. Внешний домен формирует связь с CD48 другой клетки. Цитозольный фрагмент взаимодействует с сигнальным белком SH2D1A.